# Schloss Thunstetten

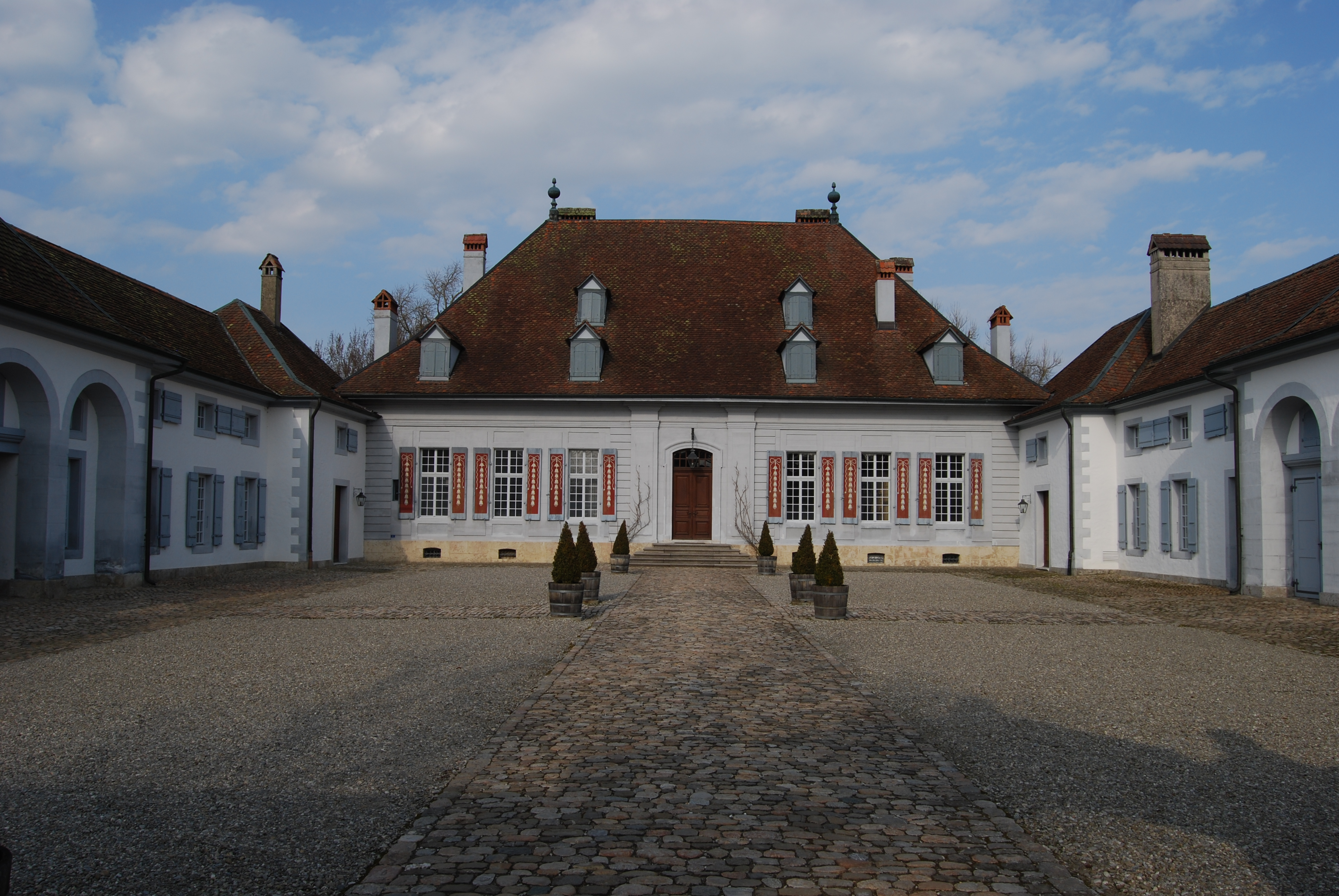
Schloss Thunstetten, Haupthaus

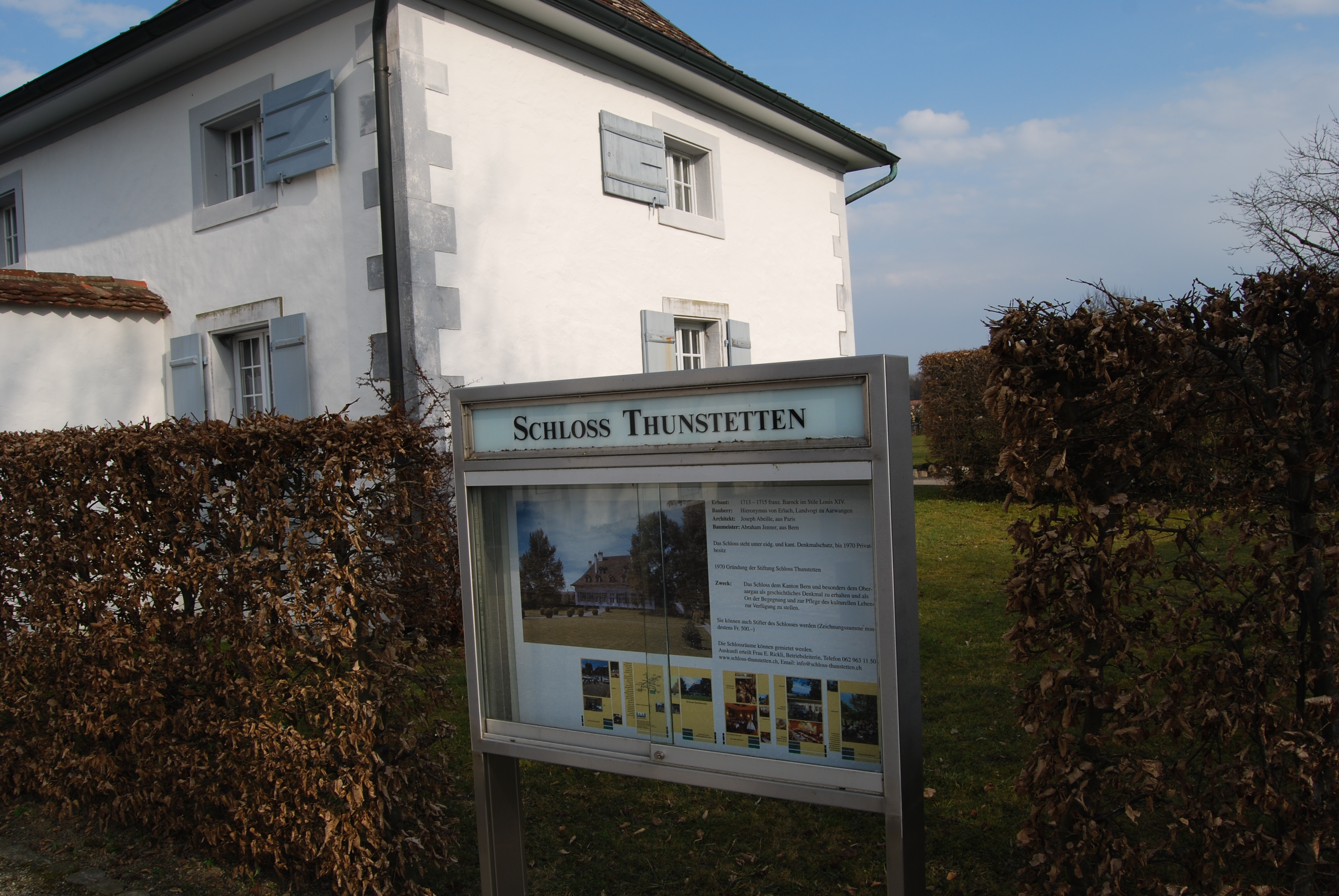
Schloss Thunstetten, Infotafel

Das Schloss Thunstetten ist ein Landschlösschen in Thunstetten im bernischen Oberaargau.
Es wurde 1713 bis 1715 durch den Berner Baumeister Abraham Jenner nach Plänen des Pariser Architekten Joseph Abeille für Hieronymus von Erlach als Dreiflügelanlage erbaut und besteht aus einem eingeschossigen Herrenhaus über einem mächtigen Gewölbekeller mit zwei zweigeschossigen Flügeltrakten. Sie bilden die drei Seiten eines Hofes, der auf der vierten Seite von einer bedachten Mauer mit überwölbtem Gitterportal abgeschlossen wird.
An der Decke und der inneren Wand des zentralen Festsaales sowie an den Decken der beiden Seitenkabinette befinden sich 1715 geschaffene Gemälde von Johannes Brandenberg (1661–1729) aus Zug, die in mythologisch überhöhter Weise die kriegerischen Heldentaten Hieronymus von Erlachs, seine Rückkehr zu einem friedlichen Landleben und den Ruhm seiner Familie darstellen.
1746 verkaufte Hieronymus von Erlach Thunstetten und baute das Schloss Hindelbank und den Erlacherhof in der Stadt Bern. Um 1795 erwarb Sigmund Emanuel Hartmann (1759–1833), Sohn des Landvogts von Nyon, das Schloss. Die dazu gehörenden Feudalrechte wurden 1798 aufgehoben. 1803 wurde Hartmann Oberamtmann von Aarwangen mit Amtssitz in Thunstetten. Bis 1827 lebte er mit seiner zweiten Frau Rosina Margaritha Tscharner (1774–1841), Witwe des Ludwig von Graffenried (1766–1810), und den Kindern in Thunstetten. Den Alltag der patrizischen Familie beschreibt Hartmanns Sohn, der Schriftsteller Alfred Hartmann, ausführlich in seinem autobiographischen Werk Rückblicke. 1827 verkaufte Sigmund Emanuel Hartmann das Schloss, und die Familie zog nach Solothurn. Später gelangte es für etwa hundert Jahre an die Langenthaler Familie Le Grand, die es 1970 der Stiftung Schloss Thunstetten verkaufte.
Heute finden im Schloss Thunstetten Ausstellungen und Seminare statt, und es wird vermietet für private Feste.